# Abierto Mexicano de Tenis Telefonica Movistar 2004
Abierto Mexicano de Tenis Telefonica Movistar 2004 — тенісний турнір, що проходив на відкритих кортах з ґрунтовим покриттям. Це був 11-й за ліком серед чоловіків і 4-й — серед жінок турнір Abierto Mexicano de Tenis Telefonica Movistar,. Належав до серії International Gold в рамках Туру ATP 2004, а також до серії Tier III в рамках Туру WTA 2004. І чоловічі, і жіночі змагання відбулись у Fairmont Acapulco Princess в Акапулько (Мексика) з 1 до 7 березня 2004 року.

## Фінальна частина

### Одиночний розряд, чоловіки
Карлос Моя —  Фернандо Вердаско 6–3, 6–0
- Для Мойї це був 2-й титул за сезон і 16-й — за кар'єру. Це була його 2-га перемога на цьому турнірі.

### Одиночний розряд, жінки
Івета Бенешова —  Флавія Пеннетта 7–6(7–5), 6–4
- Для Бенешової це був єдиний титул за сезон і 1-й — за кар'єру.

### Парний розряд, чоловіки
Боб Браян /  Майк Браян —  Хуан Ігнасіо Чела /  Ніколас Массу 6–2, 6–3
- Для Боба Браяна це був 3-й титул за сезон і 17-й — за кар'єру. Для Майка Браяна це був 3-й титул за сезон і 19-й — за кар'єру.

### Парний розряд, жінки
Ліза Макші /  Мілагрос Секера —  Ольга Благотова /  Габріела Навратілова 2–6, 7–6(7–5), 6–4
- Для Макші це був 1-й титул за рік і 2-й — за кар'єру. Для Секери це був 1-й титул за рік і 1-й — за кар'єру.